# Чергеу-Маре
Чергеу-Маре (рум. Cergău Mare) — село у повіті Алба в Румунії. Адміністративний центр комуни Чергеу.
Село розташоване на відстані 251 км на північний захід від Бухареста, 26 км на схід від Алба-Юлії, 79 км на південь від Клуж-Напоки, 139 км на захід від Брашова.

## Населення
За даними перепису населення 2002 року у селі проживали 1052 особи. Рідною мовою 1051 особа (99,9%) назвала румунську.
Національний склад населення села:
| Національність | Кількість осіб | Відсоток |
| -------------- | -------------- | -------- |
| румуни         | 881            | 83,7%    |
| цигани         | 170            | 16,2%    |